# Interdizione giudiziale
L'interdizione, nel diritto civile italiano, è il provvedimento con il quale il maggiorenne (o il minore emancipato) perde la capacità d'agire, ossia la capacità di compiere atti giuridici, al ricorrere dei presupposti previsti dalla legge.

## Presupposti
L'interdizione è disciplinata dall'art. 414 e seguenti del codice civile che recita: «Il maggiore di età e il minore emancipato, i quali si trovano in condizioni di abituale infermità di mente che li rende incapaci di provvedere ai propri interessi, sono interdetti quando ciò è necessario per assicurare la loro adeguata protezione».
Il provvedimento stesso è subordinato alla verifica di un'infermità di mente abituale che comporti un'incapacità di provvedere ai propri interessi. Abituale deve ritenersi pure lo stato di incapacità mentale inframmezzato da momenti di piena capacità di agire: i cosiddetti "lucidi intervalli". A seguito dell'interdizione l'incapace non può compiere alcun atto giuridico, né di ordinaria, né di straordinaria amministrazione. La sua posizione è equiparata a quella del minore e, al pari di quest'ultimo, è nominato, dal Giudice tutelare, un soggetto che provveda a rappresentare, e quindi sostituire, l'interdetto nella cura dei suoi interessi: il tutore (art. 424, co.1).
L'interdizione ha effetto immediato dal giorno di pubblicazione della sentenza (art. 421) e può essere revocata soltanto su istanza di legittimi richiedenti (art. 429) ma non dell'interdetto stesso.
La sentenza di revoca produce effetto solo dopo il passaggio in giudicato e in seguito a essa si riacquisisce interamente la capacità di agire; salvo il caso in cui si accerti un'infermità meno grave, in questo caso l'interdizione diventa inabilitazione.
Ne consegue che tutti gli atti compiuti dopo la sentenza sono annullabili (art. 427), mentre quelli antecedenti la sentenza sono annullabili secondo le condizioni stabilite per gli atti dell'incapace naturale (art. 428).
Con la legge n. 6 del 9 gennaio 2004 è stato novellato il titolo XII del libro I del c.c. introducendo al capo I l'istituto dell'amministrazione di sostegno.